# Crassula elsieae
Crassula elsieae (лат.) — вид суккулентных растений рода Толстянка (Crassula) семейства Толстянковые (Crassulaceae), естественно произрастающий на территории Капской провинции Южно-Африканской Республики.

## Название
Родовое латинское название Crassula происходит от латинского слова crassus, — «толстый», в основном из-за присутствия у растений этого рода сочных листьев.
Видовой латинский эпитет elsieae дан в честь Элси Эстерхейсен (англ. Elsie E. Esterhuysen), ботаника, работавшей в «гербарии Болуса» в Кейптауне, ЮАР.

## Ботаническое описание
Многолетнее растение с распростертыми или ползучими ветвями, длиной до 10 см, малооблиственное, образующее придаточные корни вдоль стеблей, с сохранением старых, неопадающих листьев. Листья обратнояйцевидные, часто немного угловатые, размером 2-4 х 2-3 мм, тупые, с клиновидным основанием, уплощенные в дорзивентральном направлении, но в верхней части становятся более или менее мясистыми, особенно в молодом возрасте, с бородавками, от зеленого до коричневого цвета.
Соцветие представляет собой верхушечный дихазий с (1-)3-5 цветками на цветоносе. Чашечные доли широкопродолговатые, длиной 1,5-2 мм, с закругленными вершинами, мясистые и зеленые. Венчик сросшийся у основания на 0,2-0,4 мм, белого или кремового цвета; лопасти от продолговатых до обратно-ланцетных, длиной 2,5-3 мм, тупые, без спинного придатка, на вершине загнуты назад. Тычинки с желтыми пыльниками. Чешуйки продолговато-клиновидные, размером 0,4-0,6 х 0,3-0,4 мм, усеченные, слегка мясистые и бледно-желтые.

## Распространение и экология
Произрастает в Капской провинции, где распространен в северной части Седерберга. Произрастает в тенистых местах под камнями или в каменных котловинах, особенно предпочитая защищенные скальные выходы.

## Таксономия
Crassula elsieae Toelken, первое упоминание в J. S. African Bot. 41: 102 (1975).

### Синонимы
Creusa elsieae (Toelken) P.V.Heath